# Saori Yano

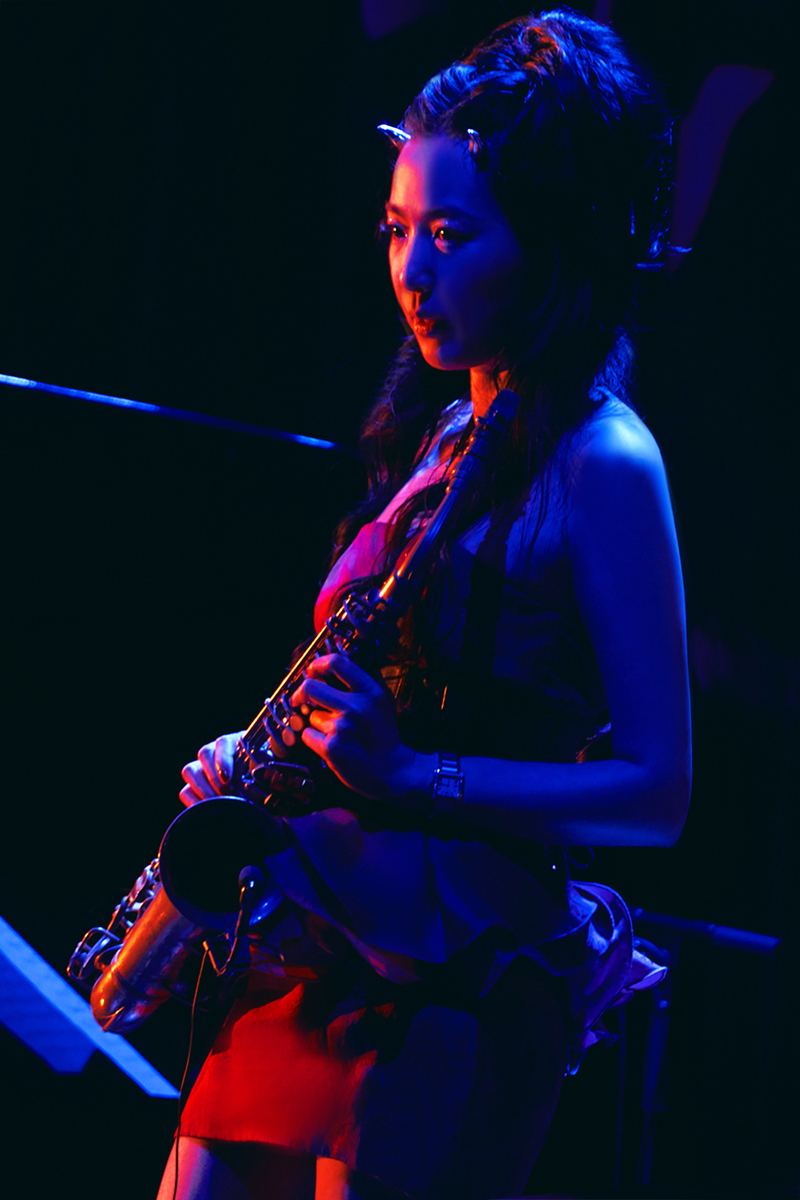
Saori Yano (2024)

Saori Yano (jap. 矢野 沙織, Yano Saori; * 27. Oktober 1986 in der Präfektur Tokio) ist eine japanische Jazz-Saxophonistin.

## Biographie
Yano trat 1996 im Alter von neun Jahren ihrer Schulband bei in der Hoffnung, Querflöte zu spielen, verlor jedoch beim „Schere-Stein-Papier“-Spiel und landete so beim Altsaxophon. Im Alter von 11 Jahren entdeckte sie durch die Plattensammlung ihres Vaters die Jazzmusik und begann autodidaktisch, Jazz-Saxophon zu lernen.
Mit 14 Jahren hatte sie ihren ersten Auftritt als Jazzsaxophonistin und mit 15 unterschrieb sie einen Plattenvertrag, zwei Jahre später, 2003, erschien ihr erstes Album „Yano Saori“. In den folgenden Jahren trat sie mit Jazzmusikern wie Jimmy Cobb, James Moody, Jimmy Heath, Slide Hampton und Randy Brecker in New Yorker Clubs auf, ging auf Tourneen und veröffentlichte weitere Alben. Yano hatte nie eine formale musikalische Ausbildung erhalten, und so fehlte ihr bei großer musikalischer Erfahrung durch bis zu 200 Auftritten pro Jahr der theoretische Hintergrund. Bei ihrer Zusammenarbeit mit James Moody erteilte dieser ihr theoretische Lektionen und wurde ihr Mentor.

## Diskografie

### Singles
- Open Mind (2005)
- I & I (2007)

### Alben
- Yano Saori (2003)
- 02 (2004)
- Sakura Stamp (2005)
- Parkers Mood (2005)
- Groovin’ High (2006)
- Best (2007)
- Little Tiny (2008)
- Groovin’ High (nur als LP) (2007)
- Gloomy Sunday (2008)
- Bebop at the Savoy (2010)
- Answer (2012)
- Bubble Bubble Bebop (2015)[3]